# Lill-Tickuln
Lill-Tickuln är en sjö i Uppsala kommun i Uppland och ingår i Skeboåns huvudavrinningsområde.